# Neder-Silezisch voetbalkampioenschap 1930/31
In 1930/31 werd het twintigste Neder-Silezisch voetbalkampioenschap gespeeld, dat georganiseerd werd door de Zuidoost-Duitse voetbalbond. 
VfB Liegnitz werd kampioen en Preußen Glogau vicekampioen. Beide clubs plaatsten zich voor de Zuidoost-Duitse eindronde. Net als vorig jaar werden de clubs uit Bergland, Neder-Silezië en Opper-Lausitz in een aparte groep gezet. Terwijl de drie sterkste competities speelden voor de titel kon de groepswinnaar van de andere groep enkel kans maken op een ticket voor de nationale eindronde. Liegnitz werd groepswinnaar en Glogau vijfde. Hierdoor maakte Liegnitz nog kans op deelname aan de eindronde om de landstitel door een barragewedstrijd tegen Breslauer FV 06. Breslau won met 2:0 en Liegnitz met 1:0. Het doelsaldo telde niet en er zou een derde wedstrijd komen, waartegen VfB Liegnitz protesteerde. Hierdoor werd er beslist via kop of munt, waarbij VfB aan het langste eind trok. In de nationale eindronde verloor de club met 6:1 van Tennis Borussia Berlin. 

## Bezirksliga
| Plaats | Club                               | Wed. | W  | G | V | Saldo | Ptn   |
| ------ | ---------------------------------- | ---- | -- | - | - | ----- | ----- |
| 1.     | VfB Liegnitz                       | 14   | 10 | 1 | 3 | 43:13 | 21:7  |
| 2.     | SC Preußen 1911 Glogau             | 14   | 9  | 0 | 5 | 51:25 | 18:10 |
| 3.     | FC Blitz 03 Liegnitz               | 14   | 5  | 4 | 5 | 33:33 | 14:14 |
| 4.     | SC Schlesien Haynau                | 14   | 6  | 2 | 6 | 35:36 | 14:14 |
| 5.     | Vereinigte Grünberger Sportfreunde | 14   | 5  | 3 | 6 | 28:30 | 13:15 |
| 6.     | SC Jauer                           | 14   | 6  | 1 | 7 | 37:42 | 13:15 |
| 7.     | SpVgg 1896 Liegnitz                | 14   | 5  | 0 | 9 | 21:43 | 10:18 |
| 8.     | DSC Neusalz                        | 14   | 3  | 3 | 8 | 25:51 | 9:19  |

|  | Kampioen, geplaatst voor Zuidoost-Duitse eindronde |
|  | Geplaatst voor Zuidoost-Duitse eindronde           |
|  | Deelname Promotie/degradatie play-off              |

## 1. Klasse

### Gau Glogau

#### Nordkreis
| Plaats | Club                            | Wed. | W | G | V | Saldo | Ptn   |
| ------ | ------------------------------- | ---- | - | - | - | ----- | ----- |
| 1.     | SpVgg Blau-Weiß Züllichau       | 10   | 7 | 0 | 3 | 40:14 | 14:06 |
| 2.     | Vgt. Grünberger Sportfreunde II | 10   | 6 | 0 | 4 | 43:20 | 12:08 |
| 3.     | SV Falke Züllichau              | 10   | 5 | 2 | 3 | 31:29 | 12:08 |
| 4.     | VfB Unruhstadt                  | 10   | 3 | 3 | 4 | 14:23 | 09:11 |
| 5.     | VfB Deutsch Wartenberg          | 10   | 4 | 0 | 6 | 18:51 | 08:12 |
| 6.     | DSC Neusalz II                  | 10   | 2 | 1 | 7 | 11:20 | 05:15 |

|  | Geplaatst voor eindronde |
|  | Play-off tweede plaats   |

Play-off tweede plaats
|  |                                 |       |                    |        |
|  | Vgt. Grünberger Sportfreunde II | 3 – 2 | SV Falke Züllichau | Glogau |
|  |                                 |       |                    | Glogau |

#### Südkreis
| Plaats | Club                        | Wed. | W | G | V  | Saldo | Ptn   |
| ------ | --------------------------- | ---- | - | - | -- | ----- | ----- |
| 1.     | SC Preußen 1911 Glogau II   | 10   | 8 | 1 | 1  | 34:16 | 17:03 |
| 2.     | SC Kusser                   | 10   | 7 | 1 | 2  | 30:14 | 15:05 |
| 3.     | SV Primkenau                | 10   | 5 | 1 | 4  | 18:19 | 11:09 |
| 4.     | Glogauer SV 1921            | 10   | 5 | 0 | 5  | 21:24 | 10:10 |
| 5.     | Sportfreunde 1924 Fraustadt | 10   | 3 | 1 | 6  | 11:22 | 07:13 |
| 6.     | FC 1920 Freystadt           | 10   | 0 | 0 | 10 | 00:19 | 00:20 |

|  | Geplaatst voor eindronde |
|  | Degradatie               |

#### Eindronde
| Plaats | Club                            | Wed. | W | G | V | Saldo | Ptn   |
| ------ | ------------------------------- | ---- | - | - | - | ----- | ----- |
| 1.     | Vgt. Grünberger Sportfreunde II | 6    | 4 | 1 | 1 | 14:10 | 09:03 |
| 2.     | SC Preußen 1911 Glogau II       | 6    | 4 | 1 | 1 | 18:15 | 09:03 |
| 3.     | SpVgg Blau-Weiß Züllichau       | 6    | 3 | 0 | 3 | 14:12 | 06:06 |
| 4.     | SC Kusser                       | 6    | 0 | 0 | 6 | 07:16 | 00:12 |

|  | Play-off eerste plaats |

Play-off eerste plaats
|  |                                 |       |                           |  |
|  | Vgt. Grünberger Sportfreunde II | 1 - 4 | SC Preußen 1911 Glogau II |  |
|  |                                 |       |                           |  |

### Gau Liegnitz
| Plaats | Club                             | Wed. | W | G | V  | Saldo | Ptn   |
| ------ | -------------------------------- | ---- | - | - | -- | ----- | ----- |
| 1.     | Liegnitzer BC                    | 12   | 8 | 2 | 2  | 38:21 | 18:06 |
| 2.     | FC Blitz 1903 Liegnitz II        | 12   | 7 | 3 | 2  | 31:22 | 17:07 |
| 3.     | VfB Liegnitz II                  | 12   | 6 | 3 | 3  | 20:15 | 15:09 |
| 4.     | Reichsbahn SV Schlesien Liegnitz | 12   | 6 | 1 | 5  | 34:29 | 13:11 |
| 5.     | SC Jauer II                      | 12   | 4 | 2 | 6  | 26:26 | 10:14 |
| 6.     | SpVgg 1896 Liegnitz II           | 12   | 3 | 1 | 8  | 16:33 | 07:17 |
| 7.     | SVgg Lüben                       | 12   | 2 | 0 | 10 | 11:30 | 04:20 |

|  | Geplaatst voor eindronde |

### Gau Wohlau
Het is niet bekend of de clubs uit beide reeksen nog een eindronde spelen om de deelnemer naar de eindronde om de titel te sturen, enkel dat Sportfreunde Wohlau in die eindronde aantrad. 

#### Nordkreis
| Plaats | Club                | Wed. | W | G | V | Saldo | Ptn   |
| ------ | ------------------- | ---- | - | - | - | ----- | ----- |
| 1.     | VfB 1921 Herrnstadt | 2    | 1 | 0 | 1 | 07:02 | 02:02 |
| 2.     | SVgg 1920 Guhrau    | 2    | 1 | 0 | 1 | 02:07 | 02:02 |

#### Südkreis
| Plaats | Club                             | Wed. | W | G | V | Saldo | Ptn   |
| ------ | -------------------------------- | ---- | - | - | - | ----- | ----- |
| 1.     | Vgt. Sportfreunde Preußen Wohlau | 6    | 5 | 1 | 0 | 20:11 | 11:01 |
| 2.     | Vereinigte Sportfreunde Leubus   | 6    | 4 | 1 | 1 | 25:14 | 09:03 |
| 3.     | Vgt. Spfr. Preußen Wohlau II     | 6    | 2 | 0 | 4 | 04:15 | 04:08 |
| 4.     | Jugendverein Wohlau-Süd          | 6    | 0 | 0 | 6 | 10:19 | 00:12 |

|  | Geplaatst voor eindronde |
|  | Degradatie               |

### Eindronde
| Plaats | Club                             | Wed. | W | G | V | Saldo | Ptn   |
| ------ | -------------------------------- | ---- | - | - | - | ----- | ----- |
| 1.     | Liegnitzer BC                    | 2    | 2 | 0 | 0 | 8:1   | 04:00 |
| 2.     | SC Preußen 1911 Glogau II        | 2    | 1 | 0 | 1 | 1:5   | 02:02 |
| 3.     | Vgt. Sportfreunde Preußen Wohlau | 2    | 0 | 0 | 2 | 0:3   | 00:04 |

|  | Geplaatst voor Promotie/degradatie play-off |

## Promotie/degradatie eindronde
Heen
|               |             |       |               |                     |
| 19 april 1931 | DSC Neusalz | 2 – 4 | Liegnitzer BC | Neusalz an der Oder |
| 19 april 1931 |             |       |               | Neusalz an der Oder |

Terug
|               |               |       |             |          |
| 26 april 1931 | Liegnitzer BC | 2 – 4 | DSC Neusalz | Liegnitz |
| 26 april 1931 |               |       |             | Liegnitz |

Beslissende wedstrijd
|             |             |       |               |        |
| 10 mei 1931 | DSC Neusalz | 0 – 0 | Liegnitzer BC | Glogau |
| 10 mei 1931 |             |       |               | Glogau |

DSC Neusalz kreeg de overwinning toegekend, ook al was het een gelijkspel.